# Katherine Rundell
Katherine Rundell (Kent, 1987) è una scrittrice britannica.

## Biografia
Nata nel 1987 nella contea di Kent, è cresciuta tra l'Africa e l'Europa.
Ha esordito nel 2011 con il romanzo Capriole sotto il temporale ispirato alla sua giovinezza in Zimbabwe.
Borsista nel 2008 all'All Souls College di Oxford, si è laureata con un dottorato sul poeta John Donne.
Autrice di 6 romanzi e un saggio, nel 2017 è stata insignita di un Premio Costa per L'esploratore e un Premio Andersen per La ragazza dei lupi.

## Opere

### Romanzi
- Capriole sotto il temporale (The Girl Savage, 2011), Milano, Rizzoli, 2018 traduzione di Mara Pace ISBN 978-88-17-09840-3.
- Sophie sui tetti di Parigi (Rooftoppers, 2013), Milano, Rizzoli, 2015 traduzione di Mara Pace ISBN 978-88-17-07881-8.
- La ragazza dei lupi (The Wolf Wilder, 2015), Milano, Rizzoli, 2016 traduzione di Mara Pace ISBN 978-88-17-09117-6.
- L'esploratore (The Explorer, 2017), Milano, Rizzoli, 2019 traduzione di Mara Pace ISBN 978-88-17-14218-2.
- Il Natale di Teo (One Christmas Wish), Milano, Rizzoli, 2017 traduzione di Mara Pace ISBN 978-88-17-09677-5.
- I ladri di New York (The Good Thieves, 2019), Milano, Rizzoli, 2022 traduzione di Mara Pace ISBN 978-88-17-16042-1.
- Skysteppers (2021)
- Una zebra in fuga (The Zebra's Great Escape), Milano, Rizzoli, 2022 traduzione di Mara Pace ISBN 978-88-17-17640-8.
- Creature impossibili (Impossible Creatures), Milano, Rizzoli, 2022, traduzione di Mara Pace, ISBN 978-88-17-18180-8.

### Saggi
- Perché dovresti leggere libri per ragazzi anche se sei vecchio e saggio (Why you should read children's books, even though you are so old and wise, 2019), Milano, Rizzoli, 2020 traduzione di Mara Pace ISBN 978-88-17-14413-1.
- Superinfinite: The Transformations of John Donne, London, Faber, 2022, ISBN 978-05-71-34592-2.
- Catalogo degli animali inestimabili (The golden mole and other living treasure), Segrate, UTET, 2023, traduzione di Chiara Baffa, ISBN 979-12-21-20646-3.

## Premi e riconoscimenti
- Waterstones Children’s Book Prize: 2014 vincitrice con Sophie sui tetti di Parigi[8]
- Premio Andersen: 2017 vincitrice nella categoria "Miglior libro 9/12 anni" con La ragazza dei lupi
- Costa Book Awards: 2017 vincitrice nella categoria "Libro per ragazzi" con L'esploratore
- Baillie Gifford Prize: 2022 vincitrice con Superinfinite: The Transformations of John Donne[9]